# Sepsis orthocnemis
Sepsis orthocnemis är en tvåvingeart som beskrevs av Frey 1908. Sepsis orthocnemis ingår i släktet Sepsis och familjen svängflugor. Arten är reproducerande i Sverige. Inga underarter finns listade i Catalogue of Life.